# День культуры
День культуры (яп. 文化の日 Бунка-но хи) — государственный японский праздник, отмечается ежегодно 3 ноября. Праздник был учреждён в 1948 году в целях поощрения развития культуры Японии в духе «свободы и мира».

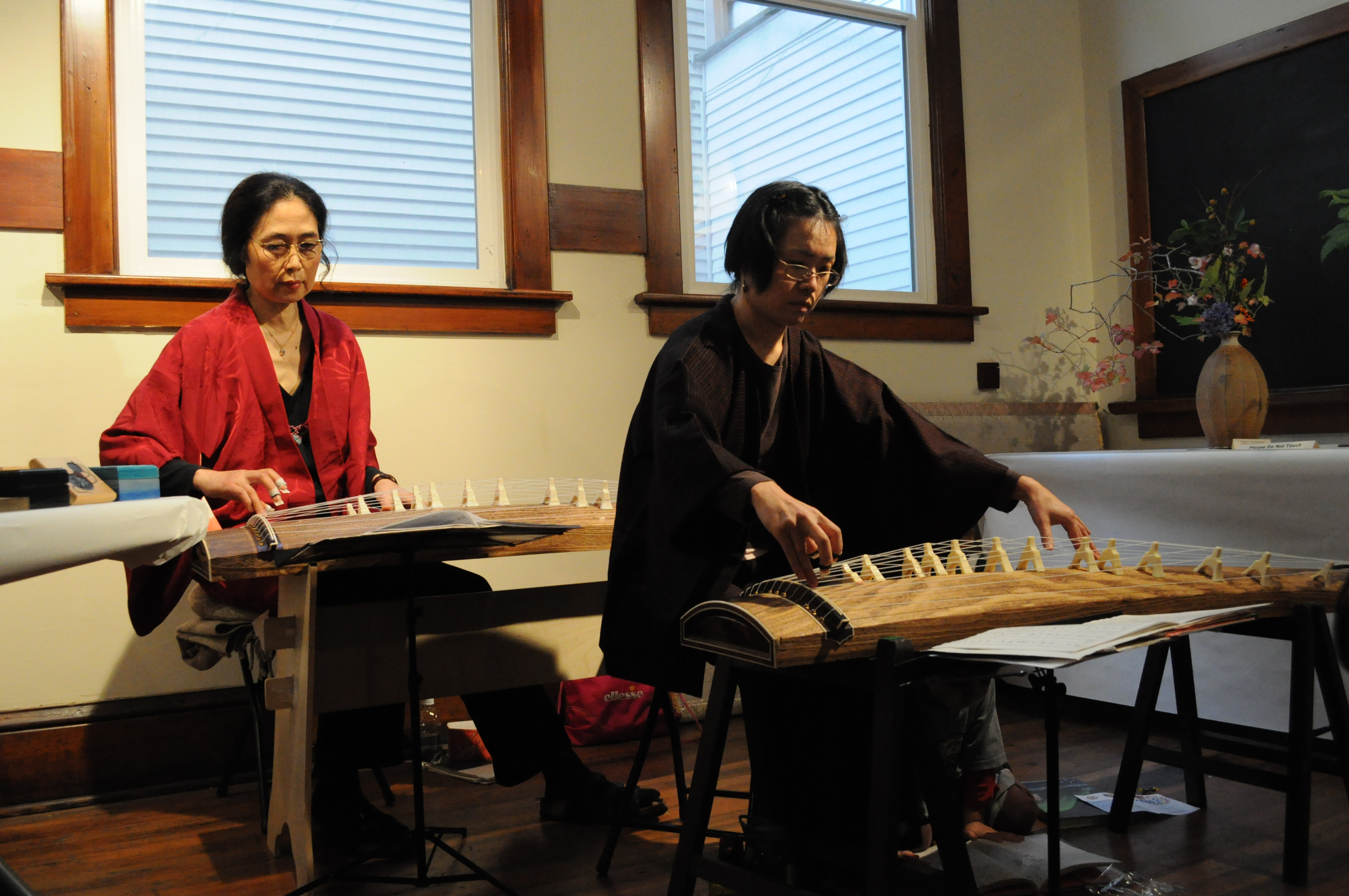
Музыканты, играющие на кото, в День культуры в Сиэтле, США (2009)

До Второй мировой войны в этот день отмечали день рождения императора Мэйдзи (См. День рождения императора). С 1868 года праздник назывался Тэнтё-сэцу (яп. 天長節). После смерти императора Мэйдзи в 1912 году 3 ноября временно потеряло статус праздника до 1927 года, когда день рождения императора Мэйдзи приобрёл собственное имя — Мэйдзи-сэцу (яп. 明治節). В послевоенное время связь Мэйдзи-сэцу с современным Днём культуры отрицается японскими чиновниками.
В наши дни празднование включает в себя многочисленные художественные выставки, представления, парады. К примеру в Хаконе, префектура Канагава в этот день каждый год проходит Фестиваль даймё (яп. 箱根大名行列 Хаконэ даймё: гё:рэцу), на котором демонстрируются одежда и костюмы периода Эдо. Для большинства японских музеев День культуры обычно является «днём открытых дверей».
В императорском дворце Токио проходит церемония награждения Орденами культуры. Около четырёх тысяч деятелей в сферах искусства, науки и образования получают ежегодно эти награды за вклад в культурное развитие японского общества. Помимо этого на многочисленных фестивалях по всей стране разнообразными частными и государственными организациями вручается множество других наград.
Интересный факт: согласно статистике, День культуры, как правило, оказывается одним из наиболее погожих в году, даже если днём ранее или позднее было дождливо. В период между 1965 и 1996 годами на День культуры пришлось всего лишь три дождливых дня.